# Joachim Herrmann
Joachim Herrmann, né le 21 septembre 1956 à Munich, est un homme politique allemand membre de l'Union chrétienne-sociale en Bavière (CSU).

## Biographie

### Jeunesse
Il passe son baccalauréat en 1975 puis accomplit pendant un an son service militaire obligatoire dans la Bundeswehr. Il s'inscrit à l'université Friedrich-Alexander d'Erlangen-Nuremberg pour y étudier le droit en 1976. L'année d'après, il adhère à la Junge Union (JU), l'organisation de jeunesse de la CSU. Il poursuit ses études à l'université de Munich.

### Vie professionnelle et débuts en politique
Il obtient son premier diplôme juridique d'État en 1981. Élu en 1983 au comité directeur fédéral de la JU, il réussit l'année suivante l'examen du second diplôme juridique d'État. Il intègre alors les services de la chancellerie régionale de Bavière en tant que juriste.

### Ascension
Il devient vice-président fédéral de la Junge Union en 1987. Il quitte la chancellerie en 1988 pour exercer les fonctions de directeur du département de la sécurité et de l'ordre publics de l'arrondissement d'Erlangen-Höchstadt.
Il obtient son premier mandat électoral au cours des élections locales du 18 mars 1990, quand il est élu au conseil municipal d'Erlangen, où il prend la présidence du groupe des élus chrétien-démocrates. En 1991 il doit renoncer à ses fonctions au sein de la JU, étant atteint par la limite d'âge. Il sort de la fonction publique l'année suivante, passe avec succès le concours d'avocat et intègre le département juridique de l'entreprise Siemens.

### Député puis ministre
Dans la perspective des élections législatives régionales du 25 septembre 1994, il est investi par l'Union chrétienne-sociale dans la circonscription d'Erlangen-Stadt. Il l'emporte et le 20 octobre il devient à 38 ans député au Landtag de Bavière.
Il est désigné secrétaire général adjoint de la CSU sous l'autorité de Bernd Protzner en 1997. Après les élections de 1998, il renonce à cette fonction pour occuper un poste de secrétaire d'État du ministère du Travail et de l'Ordre social, de la Famille, des Femmes et de la Santé, dirigé à l'époque par Barbara Stamm.
Il démissionne le 13 septembre 1999, après que Alois Glück l'a choisi comme vice-président du groupe parlementaire chrétien-démocrate au Landtag. Il prend sa suite après les élections du 21 septembre 2003.
Le 16 octobre 2007, Joachim Herrmann est nommé à 51 ans ministre de l'Intérieur dans le gouvernement de Günther Beckstein, à qui il succède. L'échec de la CSU aux élections de 2008 conduit Beckstein à renoncer à diriger le Land. Son successeur Horst Seehofer reconduit Herrmann dans ses fonctions. À l'issue du scrutin de 2013, il est confirmé avec un portefeuille élargi et le titre de ministre de l'Intérieur, des Travaux publics et des Transports.

## Prises de position
Au-delà de la Bavière, Herrmann s'est fait connaître par la nouvelle loi bavaroise encadrant les rassemblements publics rédigée sous sa responsabilité. La Bavière est le premier État fédéré à adopter sa propre loi concernant le droit de manifestation dans le cadre de la réforme du fédéralisme allemand. La loi est controversée car elle durcit généralement le cadre juridique autorisant les manifestations. Bien que Herrmann ait déclaré à plusieurs reprises que la loi était principalement dirigée contre le « chaos des radicaux de droite ou de gauche », le projet a été vivement critiqué par différents partis.

### Vie privée
En 1976, il rencontre à Erlangen Gerswid Terheyden, originaire de Bremerhaven. Ils se marient en 1983 et ont trois enfants : Katharina, née en 1986, Lukas, né en 1988, et Jakob, né en 1992.
Par ailleurs, il est de confession catholique.